# 벅시 시걸
벤자민 "벅시" 시걸(Benjamin "Bugsy" Siegel, 1906년 2월 28일~1947년 6월 20일)은 미국의 범죄자이다. 유대인 조직범죄의 일원이였던 벅시 시걸은 라스베이거스가 도박과 유흥의 도시로 발전하는데 결정적인 기여를 한 인물로 잘 알려져 있다.

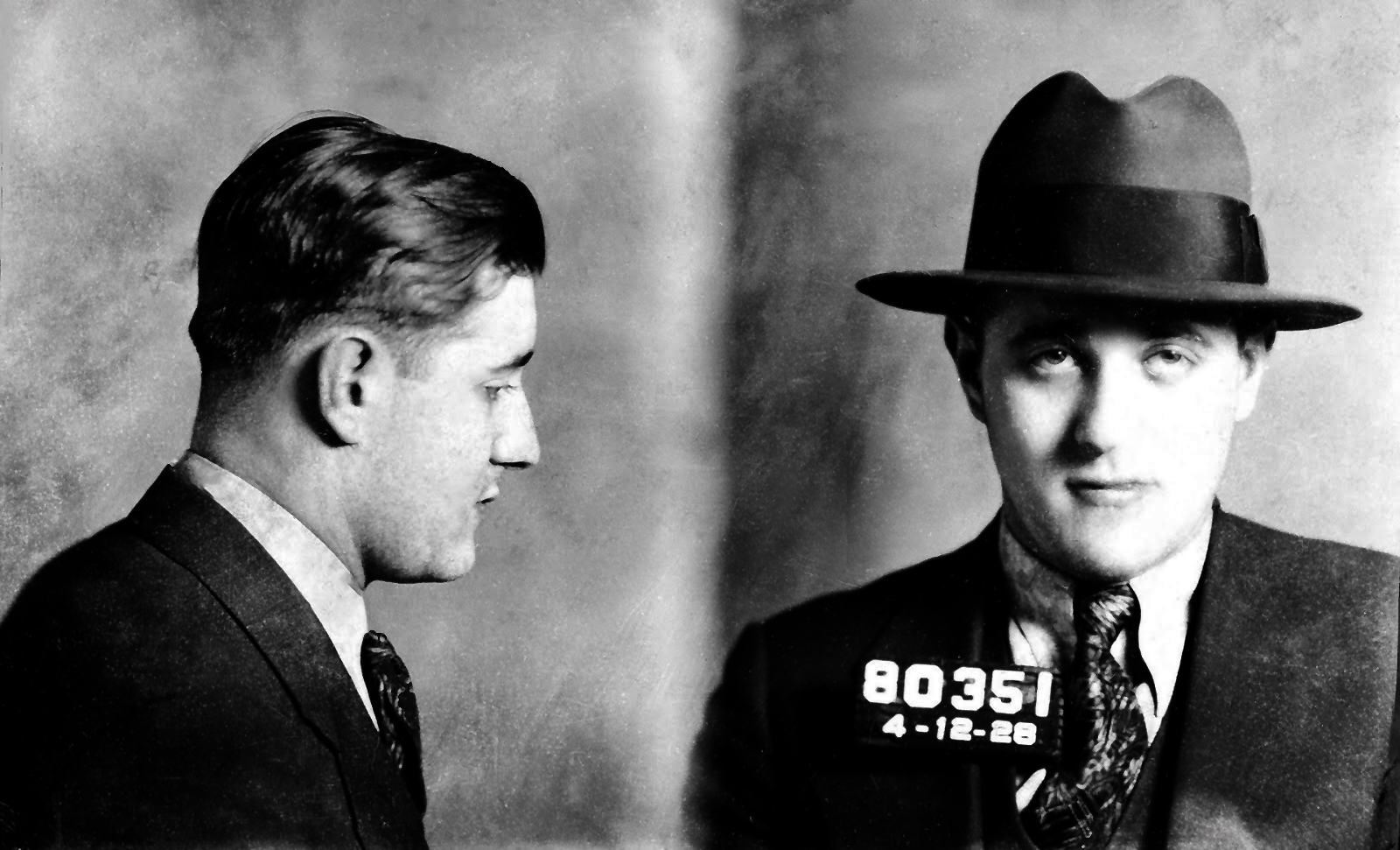